# Röthsee (Obere Havel)
Der Röthsee ist ein See in der Gemeinde Kratzeburg im Landkreis Mecklenburgische Seenplatte in Mecklenburg-Vorpommern. Er liegt östlich der Müritz im Müritz-Nationalpark und wird von der Oberen Havel durchflossen. Diese fließt nördlich vom Dambecker See zu und südwestlich bei Kratzeburg zum Käbelicksee ab. Für Wasserwanderungen ist die Havel bis zum Käbelicksee-Zufluss noch nicht geeignet.
Der See ist in Nord-Süd-Richtung etwa 700 Meter lang, er ist maximal 400 Meter breit.
Direkt westlich der Havelverbindung vom Dambecker See zum Röthsee liegt ein kleiner See der von Dambeckern „Kunkel“ genannt wird und vom Röthsee nur durch eine ca. 130 Meter breite Landzone getrennt ist.